# Yūsuke Sudō
Yūsuke Sudō (jap. 須藤 右介 Sudō Yūsuke; ur. 7 maja 1986) – japoński piłkarz występujący na pozycji pomocnika.

## Kariera klubowa
Od 2005 do 2015 roku występował w klubach Nagoya Grampus Eight, Yokohama FC, Matsumoto Yamaga FC, Salgueiro, Tombense, FC Gifu i SC Sagamihara.